# Nicolás Chanterenne

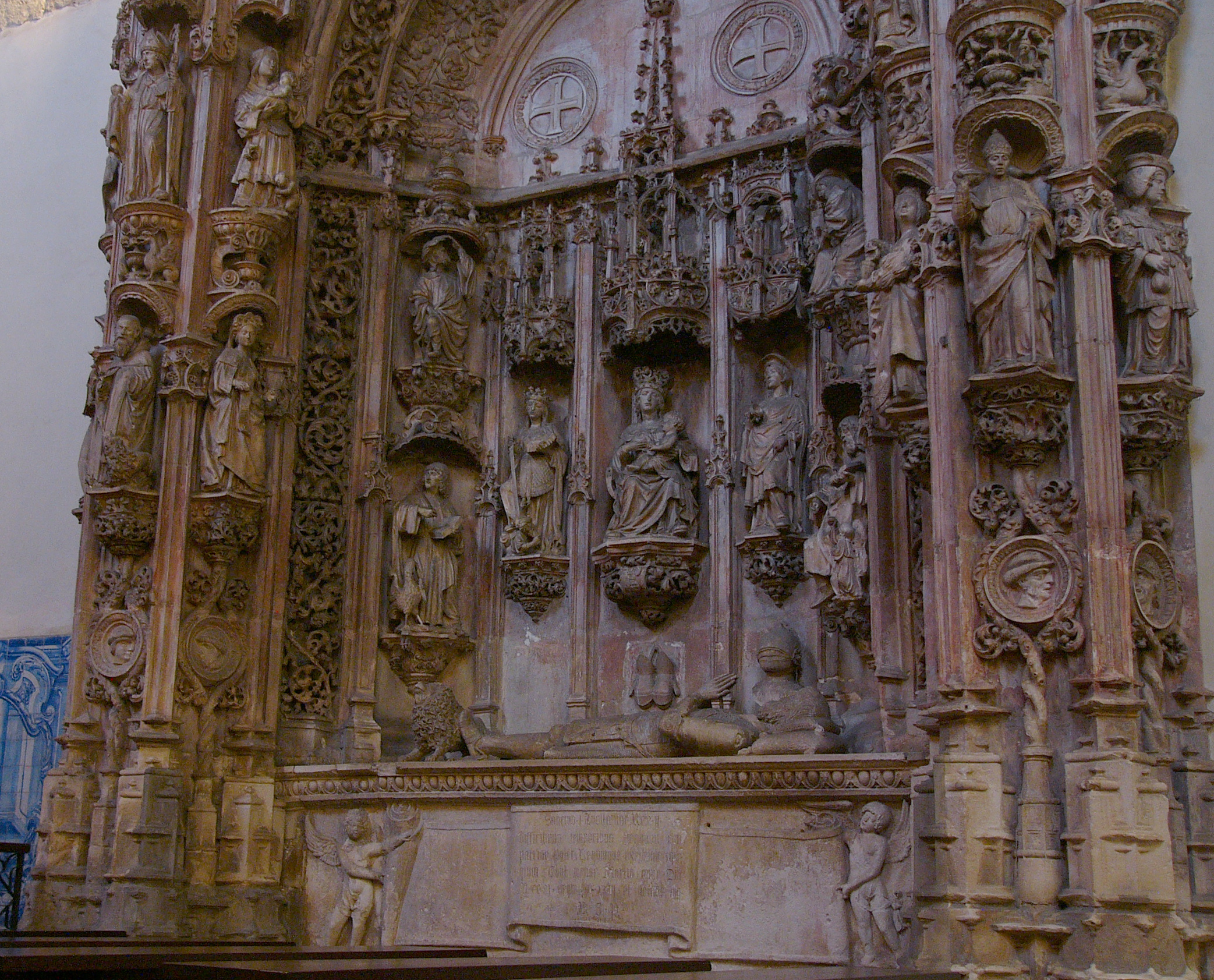
Monumento funerario de Sancho I de Portugal en el Monasterio de Santa Cruz.

Nicolás Chanterenne (ca. 1470 - 1551) fue un escultor de origen francés que realizó la mayor parte de su trabajo en Portugal entre los años 1517 y 1551.
Se supone que había nacido en Lorena, que habría pasado por Italia antes de trabajar en Santiago de Compostela, donde se encuentra documentado en 1511.
La primera referencia documental del maestro Nicolás en Portugal data de 1517, como responsable de la empresa de la puerta central del Monasterio de los Jerónimos de Belém. Además de los episodios que representan la vida de la Virgen (Anunciación, Natividad y la Epifanía), Chanterenne esculpió los retratos del Rey Manuel I y su esposa María. 
Trabajó en la década de los años veinte del siglo XVI para la Iglesia de Santa María en Coímbra, el monasterio de Santa Cruz (donde fue responsable de las figuras yacentes de las tumbas de Afonso Henriques y Sancho I, cerca del centro productor de la piedra caliza más utilizada en la mayor parte de la escultura ejecutada en esa época: la famosa piedra de Ança. En este monasterio de la Cruz, dejó un magnífico púlpito y una serie de cuatro bajorrelieves (de los que actualmente sólo quedan tres) sobre la Pasión de Cristo.
En Tentúgal, en el monasterio de San Marco, Nicolás Chanterenne labró un retablo con el Entierro de Cristo en el centro y con las figuras de los donantes en ambos lados, a saber, Gomes da Silva y Guiomar de Castro. En la predela se narra en varios episodios la vida de San Jerónimo. 
Al regresar de un viaje de Zaragoza (1527-1528), volvió a trabajar para la Orden de San Jerónimo en 1528 en la construcción de un retablo de alabastro para la iglesia conventual de Pena, Sintra, que hoy forma parte del Palacio de Pena. Esta magistral obra se terminó en 1534 y se dedicó al retrato del Infante D. Manuel, hijo de Juan III y Catalina de Austria.
Entre 1536-1540, estuvo en Évora, donde se encuentra un conjunto de obras renacentistas atribuidas a este artista, pero sin certeza documental.